# Evisu
Evisu, eller Evisu Genes, er en japansk tøjproducent, der blev grundlagt i 1988 af Hidehiko Yamane. Producenten er specialiseret i at producere højkvalitets denimtøj gennem traditionelle arbejdsintensive metoder.
Evisu, Ebisu, Evis, Yebisu eller Hikuro eller Kotoshiro-nushi-no-kami er navnet på den japanske gud for held og lykke, for arbejdstagere og for børns sundhed. Han er en af de syv guder for held. Evisu illustreres ofte med et muntret smil og en fiskestang. Yamane valgte navnet Evisu hans fem yndlingsting er fiskeri, penge, øl, kvinder og golf.